# Akusztik
Az Akusztik a Petőfi Rádió akusztikus, unplugged koncerteket sugárzó műsora, amely 2009. március 3-án indult.
2016. május 30-tól a Dalra Magyar, később a Dalra Magyar Extra című műsorok részeként volt hallható, 2021-től újra önálló műsorként jelentkezik. Leginkább magyar popzenekarok akusztikus („unplugged”) koncertjeit közvetíti, külön hangsúlyt fektetve a fiatal tehetségekre. A felvételek 2009 és 2016 között a Magyar Rádió 8-as stúdiójában készültek, majd a műsor 2016-tól az A38 Hajóra költözött. A felvételek közönség előtt készülnek. A Petőfi Rádió ezzel a műsorral sokat segít a kisebb zenekaroknak.
2010. június 1-jén debütált az eddigi összes Akusztik hanganyagát tartalmazó, a jövőben folyamatosan bővülő MR2 Akusztik-lejátszóEz a lejátszó a mediaklikk.hu bevezetésével megszűnt. 2015. március 12. óta az M2 Petőfi tv-csatorna is sugározza az Akusztik koncertek felvételeit.
Az Akusztik 2011-ben megkapta a Voltfolió Kulturális Médiadíjat a rádióműsor kategóriában.

## Szerepeltek
- 30Y
- A Kutya Vacsorája
- Aiming for Sunday
- Amber Smith
- Anna and the Barbies
- Balkan Fanatik
- Barabás Lőrinc Eklektric
- Bartók Eszter
- Belmondo
- Bijou
- Black-Out
- Budapest Bár
- ColorStar
- Compact Disco
- Copy Con
- Csík zenekar
- Dopeman
- EatMe
- Esclin Syndo
- Eszter és a Gumizsuzsi
- EZ Basic
- Ferenczi György és a Rackajam
- Fish!
- Folkfree
- Frenk
- GM több mint 49
- Gonzo
- Harcsa Veronika
- Heaven Street Seven
- Hollywoodoo
- Honeybeast
- Intim Torna Illegál
- Isten Háta Mögött
- Jamie Winchester
- Jazzékiel
- Karaván Família
- Kaukázus
- Keresztes Ildikó
- Kiscsillag
- Kishúg
- Kistehén
- Ladánybene 27
- Larry Hangman
- Magashegyi Underground
- Mantra Porno
- Mocsok 1 Kölyök
- Napra
- Nemjuci
- Nikola Parov
- Nils
- Nyeső Mari
- Odett és a Go Girlz
- Óriás
- Ozone Mama
- Pál Utcai Fiúk
- Planet55
- Pluto
- Poniklo
- Punnany Massif
- Riddim Colony
- Stereomilk
- Sub Bass Monster
- Suhancos
- Supersonic
- Szabó Tamás
- Szilárd
- The Carbonfools
- The KOLIN
- The Moog
- The Puzzle
- The Qualitons
- The Trousers
- The Twist
- The Unbending Trees
- Turbo
- Up!
- Üllői Úti Fuck
- Váczi Eszter Quartet
- Vágtázó Halottkémek
- Varga Zsuzsa
- Yava

## Sugárzási időpontok
A Petőfi Rádió 2016-tól 2023-ig vasárnap 22:00-tól, majd 2023. október 1-től minden szombaton 23:00-tól sugározza az Akusztik koncertet, majd másnap este az M2 Petőfi TV-ben látható az ismétlés.

## Műsorvezetők
A Petőfi Rádió adásaiban 2016-ig nem volt műsorvezetés. A műsor később a Dalra Magyar című műsor része volt, ahol Majoros Rita várta a hallgatókat. 2021-től a műsor újra önállóan jelentkezik vasárnaponként. Az Akusztik TV-ben látható ismétléseknél nincs műsorvezetés.
- Majoros Rita (2016-2021)
- Habóczki Máté (2021)
- Kisbali Bence (2021-2023)
- Fekete László (2023. októberétől)